# Magny-le-Désert
Magny-le-Désert è un comune francese di 1 528 abitanti situato nel dipartimento dell'Orne, nella regione della Normandia.

## Società

### Evoluzione demografica
Abitanti censiti